# Abbaye Notre-Dame des Gardes
L'abbaye Notre-Dame des Gardes se trouve dans le département de Maine-et-Loire, dans l'ancienne commune de Saint-Georges-des-Gardes (aujourd'hui intégrée à Chemillé-en-Anjou). La communauté de Notre-Dame des Gardes appartient à l'Ordre cistercien. 

## Historique
Une chapelle se dresse sur le puy des Gardes au Moyen Âge. Au XVIIe siècle, des augustins s'installent près d'elle et constituent une communauté. Ils sont chassés par la Révolution.
Les premières moniales arrivent en 1818, bien après la tourmente révolutionnaire. Elles s'installent alors dans les ruines d'un couvent de chanoines augustins près d'un  ancien pèlerinage marial. En mai 1816, Dom Augustin de Lestrange installe près de l’abbaye de La Trappe une partie des moniales qui l’avaient accompagné à travers l’Europe, à Forges dans l'Orne. Le 7 août 1818, Dom Augustin déplace dix religieuses de Forges à Saint-Georges-des-Gardes, non loin de l'abbaye Notre-Dame de Bellefontaine. En octobre 1818, les religieuses de la fondation de Bégrolles-en-Mauges (1817) viennent rejoindre également la Trappe des Gardes. En 1821, Dom Augustin transfère toute cette communauté à Saint-Georges-des-Gardes afin de la soustraire à la juridiction de l’évêque de Sées qui s’opposait à l’usage des règlements de La Valsainte pour les moniales.
Le 7 juillet 1828, la duchesse de Berry visite le monastère. Le 26 juillet 1838, la statue est inaugurée et le 26 février 1875, Mgr Freppel obtient de Pie IX le bref accordant le couronnement de Notre-Dame des Gardes. Le 27 août 1899, Mgr Rumeau bénit et pose la première pierre du sanctuaire actuel.
En 1904, a lieu l'inventaire et la saisie du monastère ainsi que ses biens. Du 22 au 27 mars 1907, le tribunal de Cholet procède à la vente des fermes et en 1911 à la vente aux enchères de l'abbaye, rachetée par un bienfaiteur. En 1924, les travaux sont poursuivis et la communauté de Notre-Dame de Bellefontaine reprend la gestion de l'abbaye. 
Les trappistines sont gardiennes du sanctuaire de Notre-Dame des Gardes, lieu de pèlerinage très ancien et fréquenté. La communauté comprend une trentaine de religieuses cisterciennes.

## Filiation et dépendances
Notre-Dame des Gardes est fille de l'abbaye de Cherlieu.

## Liste des abbesses
En 2010, son abbesse est Mère Andrée Grollier.